# Сменхкара
Анкхеперура Сменхкара (букв. «Могутній Духом Ра») — давньоєгипетський фараон з XVIII династії, який, можливо, успадкував трон від Ехнатона й безпосередньо передував царюванню Тутанхамона. Деякі академічні джерела стверджують, що одноосібне правління Сменхкара тривало близько одного року, інші — упродовж лише кількох місяців.

## Життєпис
Сменхкара — одна з найзагадковіших постатей у давньоєгипетській історії. Тутанхамон отримав трон одразу після смерті Сменхкари або Нефернефруатона. Деякі вчені висловлюють припущення, що батьком Тутанхамона був не Ехнатон, а саме Сменхкара.
Стосовно походження Сменхкари достовірних джерел не знайдено. Припускається, що він був сином Ехнатона не від Нефертіті, а від іншої дружини, Кійа. Інша, досить поширена, гіпотеза каже, що під іменем Сменхкара ховається цариця Нефертіті, головна дружина Ехнатона. Можливо, вона не могла народити чоловіку нащадка, тому він зробив її своїм співправителем, натомість узявши за дружину дочку, Мерітатон. На користь такої теорії свідчить той факт, що, окрім однакового тронного імені Нефернефруатон, у Нефертіті й Сменхкари збігається й праеномен — Анкхеперура. Також можливо, що після смерті Нефертіті ім'я Сменхкара використовувала Мерітатон.